# Валериус, Константин Дмитриевич
Константи́н Дми́триевич Вале́риус (1894, Сарсинский завод Красноуфимского уезда Пермской губернии; по другим данным, 1898, Варшавская губерния — 21 июля 1938, Челябинск) — советский хозяйственный и партийный деятель, организатор производства.

## Биография
Родился в 1894 году в посёлке Сарс при стекольном заводе в семье мастера-стеклодува.
Жена — искусствовед и критик Сарра Самойловна Валериус (урождённая Майзель), автор монографий «Проблемы современной советской скульптуры» (М.: Искусство, 1961), «Скульптор Владимир Ефимович Цигаль» (М.: Художник РСФСР, 1963) и «Скульптура нового мира» (М.: Изобразительное искусство, 1970). Сын — искусствовед Игорь Евгеньевич Светлов.

## Трудовая деятельность
Окончил начальное училище. С 1915 по 1918 год служил в армии. Работал доверенным лицом, начальник АО «Стандарт» (Москва). С 1925 по 1929 год — начальник снабжения треста «Мосстрой». С 1930 по 1932 год — первый заместитель начальника управления «Магнитострой». С 1932 по 1936 год — начальник управлений «Златоустстрой», «Тагилстрой». С 28.08.1936 по 01.07.1937 год — первый управляющий трестом «Магнитстрой», созданным на базе ранее существовавшего управления. С 1937 года — начальник Главного управления строительных материалов Наркомтяжпрома СССР.

## Общественная деятельность
В период работы на «Магнитострое» член президиума Магнитогорского горсовета (1933), бюро горкома, Орджоникидзевского райкома ВКП(б) Магнитогорска (1937).
В 1935 году награждён орденом Ленина, но в связи с осуждением был лишён всех наград. В 1993 году указом президента РФ орден Ленина был возвращён.

## Репрессия и реабилитация
Арестован 29 ноября 1937 года вскоре после внезапного ухода из жизни Серго Орджоникидзе, покровительствовавшего Валериусу.
Расстрелян 21 июля 1938 года.
Реабилитирован в 1958 году.